# Anne Kristin Sydnes
Anne Kristin Sydnes (født 13. maj 1956, død 3. marts 2017) var en norsk politiker (Ap). Hun var cand.polit. med hovedfag i statsvidenskab.
Sydnes har været assisterende direktør ved Fridtjof Nansens institutt (1985-1995). Fra 1998 til 2000 var hun direktør i Statoil med specialansvar for menneskerettighedsspørgsmål og landanalyser. Under Regeringen Jens Stoltenberg I udviklingsminister mellem 2000 og 2001. Hun var desuden udenlandschef i Kirkens Nødhjelp.